# Grzimeks Tierleben

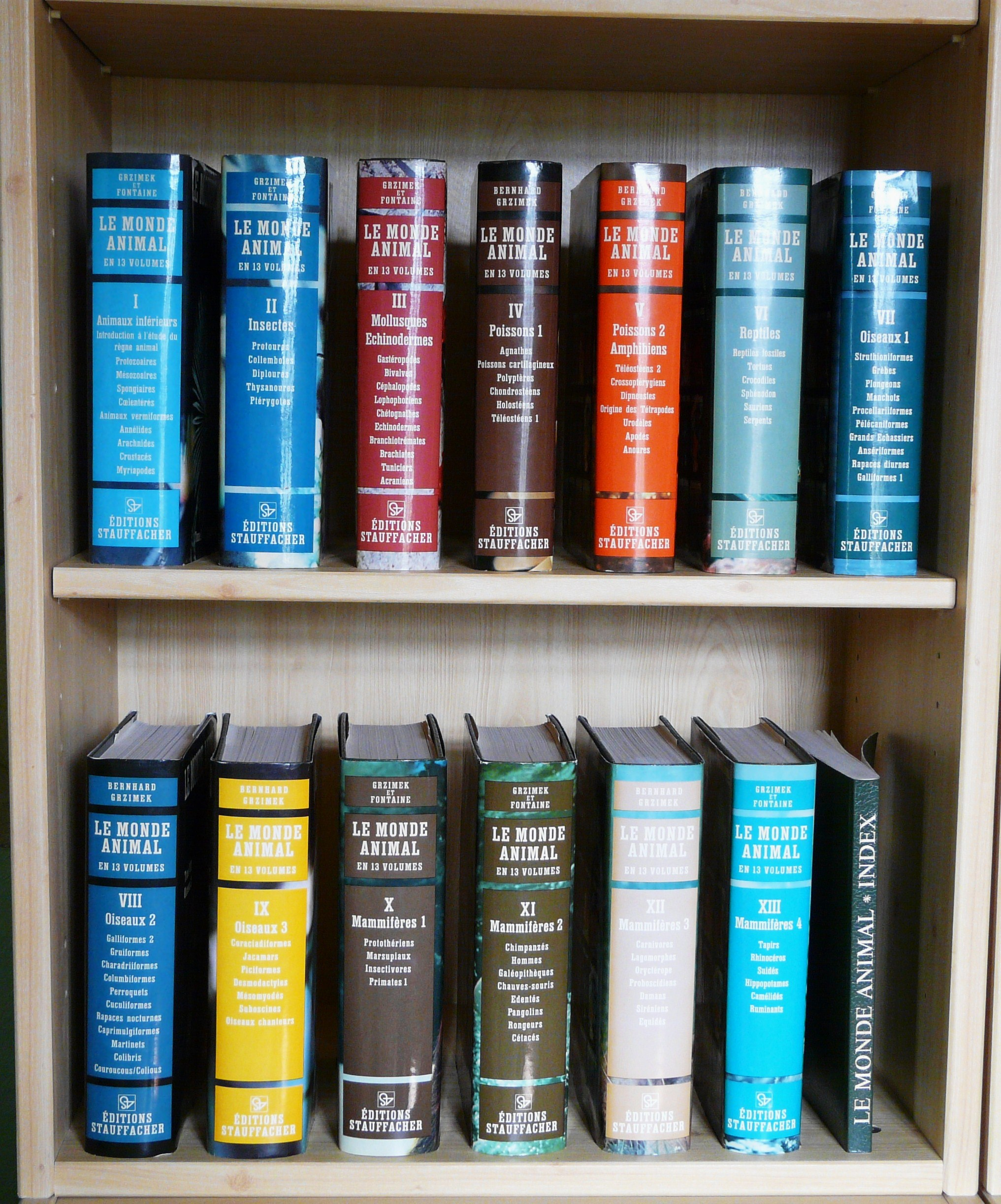
Le monde animal, französische Ausgabe von Grzimeks Tierleben

Grzimeks Tierleben ist eine 13-bändige zoologische Fachenzyklopädie, die zwischen 1967 und 1972 von Bernhard Grzimek beim Verlag Helmut Kindler in Zürich herausgegeben wurde. Das Werk gilt als eines der umfangreichsten Nachschlagewerke zur Thematik in der Welt und wurde in viele Sprachen übersetzt. 

## Geschichte und Beschreibung
Grzimeks Tierleben wurde zwischen 1967 und 1972 von Bernhard Grzimek beim Verlag Helmut Kindler in Zürich herausgegeben und umfasst 13 Bände mit mehr als 8000 Tierdarstellungen, 1300 Farbtafeln (unter anderem von Wilhelm Eigener, Erich Dittmann, Zdeněk Burian, Paul Barruel, Hermann Heinzel, Jürgen Ritter, Heinz-Sigurd Raethel und Friedrich Reimann illustriert) und über 2000 Textabbildungen. In ihrem Aufbau folgt die Enzyklopädie der (damals) modernen zoologischen Systematik.
Grzimek konnte viele namhafte Zoologen als Autoren für sein Werk gewinnen, darunter Theodor Haltenorth, Wolfgang Gewalt, Heinz-Georg Klös, Konrad Lorenz, Heinz Heck, Lutz Heck, Heinrich Dathe, Jean Dorst, Constantine Walter Benson, Otto Koehler, Herbert Bruns, Andrew John Berger, Werner Ladiges, Gerlof Fokko Mees, Otto Kraus, Konrad Herter, Bernhard Rensch, Ernst Sutter, Irenäus Eibl-Eibesfeldt, Helmut Sick, Claus König, Günther Niethammer, Adolf Portmann, Joachim Steinbacher, Ernst Schäfer, Gerard Frederick van Tets, Lester Leroy Short, Nagamichi Kuroda, Wilhelm Meise, Heini Hediger, Erich Thenius, Erna Mohr, Fritz Dieterlen, Wolfgang Dierl, Richard zur Strassen, Friedrich Schaller, Werner Rathmayer, Hubert Markl, Fritz Zumpt, Herbert Schifter, Rupert Riedl, Peter Rietschel, Luitfried Salvini-Plawen, Adelheid Studer-Thiersch, Arnfrid Wünschmann, Thomas Schultze-Westrum, Günther E. Freytag und viele andere.
Zwischen August 1979 und April 1980 wurde zudem vom Deutschen Taschenbuchverlag (dtv) eine Lizenzausgabe veröffentlicht, die ein unveränderter Nachdruck der Kindler-Ausgabe von 1975 bis 1977 war. Aufgrund der wesentlich preisgünstigeren Taschenbuch-Aufmachung fand sie eine besonders weite Verbreitung.
Die deutsche Ausgabe wurde auch ins Englische übersetzt. Von 1972 bis 1976 erschien unter der Leitung von George M. Narita die erste englischsprachige Übersetzung in 13 Bänden. Unter der Leitung von Michael Hutchins wurde eine 17-bändige völlig neu geschriebene und erheblich erweiterte Ausgabe erstellt (Grzimek’s animal life encyclopedia 2nd edition) und 2003 von Gale Cengage verlegt. Bei dieser Ausgabe wurde insbesondere auch Wert auf Aktualisierung der zoologischen Systematik gelegt. Seit Herbst 2009 bietet Gale Cengage die Enzyklopädie auch in einer Online-Version für Abonnenten an.
2008 erschien die komplette deutschsprachige Ausgabe beim Verlag Zweitausendeins als Sonderband der Digitalen Bibliothek auf DVD.

## Übersicht der Bände
- Band 1 (von 1971) Niedere Tiere beschäftigt sich mit den Einzellern, Spinnentieren, Hohltieren und Würmern. Herausgeber: Irenäus Eibl-Eibesfeldt, Bernhard Grzimek, Otto Koehler, Otto Kraus, Bernhard Rensch, Peter Rietschel und Erich Thenius.
- Band 2 (von 1969) Insekten hat die Insekten und Urinsekten zum Thema. Herausgeber: Franz Bachmeier, Wolfgang Dierl, Eberhard Ernst, Bernhard Grzimek, Hubert Markl, Werner Rathmeyer, Peter Rietschel, Friedrich Schaller, Richard zur Strassen, Heinz Wundt und Fritz Zumpt.
- Band 3 (von 1970) Weichtiere und Stachelhäuter ist über Stachelhäuter, Muscheln, Schnecken und Kopffüßer. Herausgeber: Bernhard Grzimek, Otto Kraus, Rupert Riedl und Erich Thenius.
- Band 4 (von 1970) In Fische I geht es um Fische wie Haie, Rochen, Störe u. a. Herausgeber: Bernhard Grzimek, Werner Ladiges, Adolf Portmann und Erich Thenius.
- Band 5 (von 1970) Fische II und Lurche beschäftigt sich u. a. mit Barschen sowie mit den Amphibien. Herausgeber: Bernhard Grzimek, Werner Ladiges, Günther E. Freytag, Erich Thenius und Oskar Kuhn.
- Band 6 (von 1971) Kriechtiere ist den Dinosauriern und den modernen Reptilien gewidmet. Herausgeber: Bernhard Grzimek, Heini Hediger, Konrad Klemmer, Oskar Kuhn und Heinz Wermuth.
- Band 7 (von 1968) In Vögel I geht es u. a. um Pinguine und Laufvögel. Herausgeber: Bernhard Grzimek, Wilhelm Meise, Günther Niethammer, Joachim Steinbacher und Erich Thenius.
- Band 8 (von 1969) Vögel II; in diesem Band geht es u. a. um Hühnervögel und Taubenvögel. Herausgeber: Bernhard Grzimek, Wilhelm Meise, Günther Niethammer und Joachim Steinbacher.
- Band 9 (von 1970) In Vögel III geht es u. a. um Spechte und Singvögel. Herausgeber: Bernhard Grzimek, Wilhelm Meise, Günther Niethammer und Joachim Steinbacher.
- Band 10 (von 1967) Der Band Säugetiere I war chronologisch das erste veröffentlichte Buch aus der Reihe und hat u. a. Menschenaffen und Beuteltiere zum Thema. Herausgeber: Walter Fiedler, Wolfgang Gewalt, Bernhard Grzimek, Dietrich Heinemann, Konrad Herter und Erich Thenius.
- Band 11 (von 1969) In Säugetiere II geht es u. a. um Wale und Nagetiere. Herausgeber: Irenäus Eibl-Eibesfeldt, Martin Eisentraut, Hans-Albrecht Freye, Bernhard Grzimek, Heini Hediger, Dietrich Heinemann, Helmut Hemmer, Adriaan Kortlandt, Hans Krieg, Erna Mohr, Rudolf Piechocki, Urs Rahm, Everard J. Slijper und Erich Thenius.
- Band 12 (von 1972) Säugetiere III ist der letzte veröffentlichte Band. Hier geht es um Raubtiere, Hasenartige, Rüsseltiere, Seekühe u. a. Herausgeber: Rudolf Altevogt, Renate Angermann, Heinrich Dathe, Bernhard Grzimek, Konrad Herter, Detlef Müller-Using, Urs Rahm und Erich Thenius.
- Band 13 (von 1968) Säugetiere IV beschäftigt sich u. a. mit Paarhufern und Unpaarhufern. Herausgeber: Andrei Grigorjewitsch Bannikow, Bernhard Grzimek, Lutz Heck, Dietrich Heinemann, Wladimir Georgijewitsch Heptner, Heinz-Georg Klös, Ernst M. Lang, Erich Thenius und Fritz Walther.

Darüber hinaus existieren die drei Ergänzungsbände Entwicklungsgeschichte der Lebewesen, Verhaltensforschung sowie Unsere Umwelt als Lebensraum – Ökologie (von 1973).

## Ausgaben
- Bernhard Grzimek (Hrsg.): Grzimeks Tierleben. Enzyklopädie des Tierreichs. Jubiläumsausgabe [in 13 Bänden]. Kindler, Zürich 1984, ISBN 3-463-16900-2 (Lizenzausgabe in 13 Bänden bei Bechtermünz, Augsburg [2000 / 2004], ISBN 3-8289-1603-1, mit einem deutsch/lateinisch-englisch-französisch-russischen Tierwörterbuch).
- Bernhard Grzimek (Hrsg.): Grzimeks Tierleben. Enzyklopädie des Tierreichs [in 13 Bänden]. dtv, München [1979–1993], ISBN 3-423-05970-2 (Taschenbuchausgabe: Lizenzausgabe der ursprünglichen 13-bändigen gebundenen Erstausgabe bei Kindler, Zürich 1967).
- Bernhard Grzimek: Grzimeks Tierleben. Enzyklopädie des Tierreichs, 13 Bände. Bechtermünz, Augsburg 2000, ISBN 3-8289-1603-1 (entspricht der dtv-Ausgabe).
- Bernhard Grzimek (Hrsg.): Grzimeks Tierleben. Enzyklopädie des Tierreichs. Digitale Ausgabe auf DVD-ROM. Zweitausendeins, Frankfurt am Main 2008, ISBN 978-3-86150-871-7 (elektronische Ausgabe für Windows und MacOS ab 10.3.9).
- Bernhard Grzimek, Jeff T. Hay, Michael Hutchins (Hrsg.): Grzimek’s Animal Life Encyclopedia [expanded from 13 to 17 volumes], 2. Auflage. Gale Cengage, Detroit MI 2003, ISBN 0-7876-5362-4 (englisch).